# Айван Сазерленд (веслувальник)
Айван Сазерленд (англ. Ivan Sutherland, 15 вересня 1950) — новозеландський академічний веслувальник.
Бронзовий призер Олімпійських Ігор 1976 року в складі вісімки.
Срібний призер Чемпіонату світу 1977 року в складі розпашної четвірки, бронзовий призер 1978 року в складі вісімки.